# Enoplometopus
Enoplometopus is een geslacht van kreeftachtigen uit de klasse van de Malacostraca (hogere kreeftachtigen).

## Soorten
- Enoplometopus antillensis Lütken, 1865
- Enoplometopus callistus Intès & Le Loeuff, 1970
- Enoplometopus chacei Kensley & Child, 1986
- Enoplometopus crosnieri Chan & Yu, 1998
- Enoplometopus daumi Holthuis, 1983
- Enoplometopus debelius Holthuis, 1983
- Enoplometopus gracilipes (Saint Laurent, 1988)
- Enoplometopus holthuisi Gordon, 1968
- Enoplometopus macrodontus Chan & Ng, 2008
- Enoplometopus occidentalis (Randall, 1840)
- Enoplometopus pictus A. Milne-Edwards, 1862
- Enoplometopus voigtmanni Türkay, 1989